# Dihya (chanteuse)
Pour les articles homonymes, voir Dihya (homonymie).
Zohra Aïssaoui, connue sous le nom de Dihya, née en 1950 à Taghit (T'Kout), est une chanteuse algérienne de musique chaouie. Elle vit actuellement en France.

## Biographie
Zohra Aïssaoui, fille aînée de Amar Aïssaoui de Taghit et de Ourida Meghamri de T'Kout, est née en 1950 dans le village de Taghit pas loin de Tighanimine. Son père travaillait à l'usine Peugeot de Saint-Dizier en Haute-Marne. En 1958, à l'âge de huit ans, elle quitte les Aurès pour la France. Après un court séjour à Marseille, la famille s'installe à Saint-Dizier dans le quartier de Vert-Bois.
Inscrite tardivement à l’école communale, où elle restera peu de temps, Dihya se rattrape en prenant des cours du soir et plus tard, elle s’inscrit à l'Alliance française. Elle suit ensuite les formations libres dispensées au Musée de l'Homme du Trocadéro. Elle poursuit notamment une formations de secouriste au Centre Henri-Dunant de la Croix-Rouge de Saint-Dizier.

### Les débuts en musique
En même temps, Dihya commence à chanter et à jouer de la guitare en cachette chez son oncle. À Paris, elle s'inscrit au Conservatoire Paul-Beuscher. Dans les années 1970, Zohra participe à des concours de chant radiophonique qu'elle gagne plusieurs fois, le plus souvent avec les chansons de Fairuz, de Dalida ou encore d’Enrico Macias. Elle participe aussi au Festival de chant classique où elle remporte des prix.
Ensuite, elle excelle au Bel Canto en Italie et chante en grec dans le pays d'Homère. C'est un prêtre qui lui écrit sa première chanson Petit Lilas Blanc. Plus tard, elle devient enseignante de chant classique à l’Université de Nanterre où elle dirige une chorale. Chez Sheila, Dihya obtient également un emploi qui lui permet de lui ouvrir de nouveaux horizons et notamment de décrocher un contrat chez Polydor à la fin des années 1970. Elle met le label en procès pour lui avoir volé ses droits d'auteur, elle perd le procès au bout de 3 ans. Après la sortie de son 45 tours produit par Polydor, elle prend le nom de Dihya, le nom de la Reine des Aurès.
Dihya ne chante qu'en chaoui. Elle a repris la chanson Non, je ne regrette rien d'Édith Piaf en chaoui dans l'un de ses albums.

### Départ pour l'Algérie
En 1979, elle part en Algerie où elle rencontre son futur mari, Messaoud Nedjahi, qui à ce moment passait son service militaire à l’Hôpital Maillot. En 1980, son premier album s'intitule Yuguerten (Jugurtha), l’album a été enregistré en Algérie et vendu sans droits d'auteur pour une seconde fois. En 1981, son mari, Messaoud Nedjahi, qui compose et arrange quelques-unes de ses chansons, participe aux manifestations du printemps berbère et il est menacé de mort. Le couple fuit en France, attendant le retour du calme en Algérie. En 1982, Dihya sort son deuxième album, dont le titre est Usin-d usin-d! ce qui signifie « Début » en chaouis. Quelques années plus tard, à la fin des années 1980, elle produit un autre album. Puis en 2005 parait son dernier album intitulé Dzaïr Essa .
Elle publie en 2006 un ouvrage dont le titre est L’Aurès de sorcière éditée chez la maison d’édition française Publibook.
Le 17 décembre 2014, elle est accueillie à l'Aéroport de Batna - Mostepha Ben Boulaid par la population des Aurès, venue en grand nombre, après 33 ans d’absence. Elle est honorée d'abord au siège de la commune de la ville de Batna, puis lors du festival du théâtre amazigh en présence de plusieurs artistes des Aurès et associations auressiennes. Elle est également invitée à Khenchela, avant son départ pour la France.
Elle fut honorée par la Coordination nationale de la jeunesse de Oued El Ma, le prix lui a été donné par le chanteur Aïssa Brahimi, le 20 janvier 2015.

## Discographie
- 1977, single "Badala Zamana"
- 1981, album "Ekker d! Ekker d! Chants et Rythmes berbères des Aures"
- 1982, album "Usin d! Usin d!"
- 1988, album "Setta Frank"
- 2005, album "Dzaïr Essa"